# Estación de Kerzers
La estación de Kerzers es una estación ferroviaria situada en la comuna suiza de Kerzers, en el Cantón de Friburgo.

## Situación e Historia
La estación fue inaugurada en 1876 con la apertura de la línea del Broye, y el ramal a Lyss, a la que posteriormente se le incorporaría en 1901 la línea Berna - Neuchâtel.
Por la estación pasa la línea Berna - Neuchâtel, y de ella parten otras dos líneas, la línea Kerzers - Lyss; y hacia Murten, Payerne y Palézieux, la conocida como Línea del Broye. Todas las líneas son de vía única de ancho UIC (1435 mm) electrificada.
Esto hace que la disposición de las vías en la estación tenga forma de "X", siendo la diagonal que cruza de noroeste a sureste la línea Berna - Neuchâtel, y la otra diagonal de suroeste a noreste, la línea del Broye hacia Palézieux y la línea hacia Lyss, respectivamente. El edificio de la estación se ubica en la zona noreste de la "X". La estación consta de 3 vías en la zona de la línea Berna - Neuchâtel y dos andenes, y otras tres en la línea Palézieux - Lyss así como otros dos andenes, lo que totalizan 6 vías y 4 andenes. Existen más vías, unas pasantes y otras toperas, para poder acceder a unos apartaderos de empresas que están situados junto a la estación.
La estación cuenta con una caseta para el cambio de agujas. Entre otros servicios, tiene agencia de viajes y venta de billetes, además de un aparcamiento con 63 plazas.

## Servicios ferroviarios
El operador de los servicios ferroviarios en Kerzers es BLS (Berna - Lötschberg - Simplon). Por la estación también pasan algunos trenes de los SBB-CFF-FFS pero no efectúan parada en ella.

### BLS
Los BLS operan trenes con un ámbito regional:
- RE Neuchâtel - Ins - Kerzers - Berna. Estos trenes RegioExpress circulan diariamente con una frecuencia de una hora por sentido, y de lunes a viernes, en las horas de mayor demanda, se ponen trenes adicionales. Únicamente paran en esas cuatro estaciones en todo el trayecto.

- R Kerzers  - Lyss -  Büren an der Aare. Servicios Regio que paran en todas las estaciones. Frecuencias cada hora.

Además, Kerzers está dentro de la red de cercanías S-Bahn Berna. Desde la estación parten las líneas S5 y S52.
- S5 Berna - Kerzers - Neuchâtel/Murten. Desde Berna hasta Kerzers circula un tren en doble composición, segregándose en Kerzers, y circulando una rama hacia Murten y otra hasta Neuchâtel. A la vuelta, las dos ramas procedentes de Murten y Neuchâtel se juntan en Kerzers y circulan unidas hasta Berna. Paran en todas las estaciones del trayecto y tiene frecuencias de una hora.

- S52 Berna - Kerzers - Ins (- Neuchâtel).Hay una circulación cada hora y sentido. Algunos trenes continúan hasta  Neuchâtel. Para en todas las estaciones de la línea.